# Waltershäuser Vorberge
Die Waltershäuser Vorberge sind ein bewaldetes Bergland in den Landkreisen Gotha und Wartburgkreis im westlichen Thüringen.
Die Landschaft hebt sich von den Nachbarlandschaften durch anstehenden Buntsandstein ab.

## Geografische Lage
Die in Nordwest-Südost-Richtung verlaufende Landschaft ist etwa 25 Kilometer lang und maximal 5 Kilometer breit und grenzt unmittelbar an den Nordrand des Thüringer Waldes. Die Waltershäuser Vorberge befinden sich zwischen Eisenach im Nordwesten, der namensgebenden Stadt Waltershausen im Norden, Georgenthal im Südosten sowie Tabarz und Friedrichroda im Süden.

## Naturräumliche Einordnung
Die ca. 93 km² Gesamtfläche einnehmenden Waltershäuser Vorberge stellen innerhalb der naturräumlichen Haupteinheitengruppe Thüringer Becken (mit Randplatten) die Haupteinheit 480 dar.
Benachbarte Naturräume sind:
- Thüringer Wald im Süden
- Westthüringer Berg- und Hügelland im Norden (mit den Hörselbergen)

Nach der rein innerthüringischen Einteilung Die Naturräume Thüringens der Thüringer Landesanstalt für Umwelt und Geologie in Jena (TLUG) wird die gleichnamige Einheit 2.3 Waltershäuser Vorberge mit 88 km² angegeben.
Nach der Einteilung des BfN werden in dem entsprechenden Landschaftssteckbrief Walterhauser Vorberge mit Hörselbergen die im Nordwesten angrenzenden  Hörselberge hinzugerechnet und mit einer Fläche von 107 km² angegeben.

## Geologie und Natur
Der geologische Untergrund besteht aus Unterem und Mittleren Buntsandstein. In der überwiegen bewaldeten Landschaft dominieren Nadelforsten mit einzelnen Buchen- und Eichenwäldern.  Die flacheren Hänge und Täler werden auch landwirtschaftlich genutzt. Am nördlichen Rand der Waltershäuser Vorberge tritt eine Schichtfolge von Muschelkalk zu Tage (Burgberg: 434,3 m südlich von Waltershausen) und am südlichen Rand ein Streifen mit Zechstein (Spitziger Berg: 455,5 m westlich von Thal). Die mit einem starken Gefälle aus dem Thüringer Wald zur Hörsel austretenden Flüsse haben eine ausgeprägte Zertalung und Gliederung der ursprünglichen Buntsandsteinplatte bewirkt. Mit seiner Oberflächengestalt und der Bewaldung ähnelt die Landschaft bereits mehr dem Thüringer Wald.
Am Übergang der Vorberge zu diesem liegt, etwa 15 km südwestlich von Gotha, die bekannte Marienglashöhle mit den großen, glasartig durchscheinenden Gipskristallen (Marienglas). Die 70° steilen, durch den Untertage-Bergbau freigelegten Schichten von Buntsandstein und Zechstein entstanden bei der Thüringer Gebirgsbildung durch schräge Bruchtektonik im Übergangsbereich von Trias (Buntsandstein) und Zechstein.
Erwähnt werden sollte, dass am Waltershäuser Burgberg die Täuschende Bastard-Mehlbeere als endemische Art auftritt.

## Berge
Die wichtigsten Berge der Waltershäuser Vorberge sind von West nach Ost:
- Kohlberg (408,5 m), nördlich von Mosbach
- Reitzenberg (481,8 m), nördlich von Schmerbach
- Kambühl (453,6 m), südlich von Kälberfeld
- Grübelsberg (408,5 m), nordöstlich von Schwarzhausen
- Finstere Tanne (519,9 m), östlich von Tabarz
- Reinhardsberg (468,7 m), nördlich von Friedrichroda
- Ziegelberg (518,8 m), nördlich von Catterfeld

## Gewässer
Die Waltershäuser Vorberge sind ein Quellgebiet zahlreicher kleiner Zuflüsse zu den aus dem Thüringer Wald austretenden Flüssen:
- Badewasser
- Erbstrom
- Emse
- Laucha
- Schilfwasser
- Leina

Zwischen Tabarz und Friedrichroda gibt es zahlreiche kleine Teiche, die der Fischzucht dienen.